# Petasina bielzi
Petasina bielzi is een slakkensoort uit de familie van de Hygromiidae. De wetenschappelijke naam van de soort is voor het eerst geldig gepubliceerd in 1859 door E.A. Bielz.